# HMS Albion (1898)
HMS Albion був додредноутом британського Королівського флоту, представником типу «Канопус».

## Конструкція
Призначений для служби в Азії, «Альбіон» та його систер-шипи були меншими та швидшими, ніж попередні додредноути типу  «Маджестік», але зберегли ту ж батарею головного калібру з чотирьох 305 мм гармат. Він також ніс тоншу броню, але використовував нову сталь Круппа, яка була ефективнішою, ніж броня Гарві, яка захищала «Маджестік».

## Історія служби
«Альбіон» був закладений у грудні 1896 року, спущений на воду в червні 1898 року і прийнятий до складу флоту в червні 1901 року.
«Альбіон» провів перші кілька років своєї кар'єри за кордоном на Китайській станції з 1901 по 1905 рік, перш ніж повернутися в британські води, щоб служити на флоті Каналу, а пізніше в Атлантичному флоті. Після початку Першої світової війни в серпні 1914 року корабель був мобілізований і повернувся до флоту Каналу, але був швидко відправлений в Атлантику, щоб допомогти запогігти  ризику прориву німецьких військових кораблів з Північного моря. У грудні та січні 1915 року додредноут підтримував операції проти Німецької Південно-Західної Африки.
Корабель був переведений в Середземне море в січні 1915 року для участі в Дарданелльській кампанії. Він брав участь у основних атаках на османські берегові укріплення, що захищали Дарданелли в березні 1915 року. Але об'єднана британська та французька ескадра виявилися неспроможною форсувати протоки. Під час цих операцій «Альбіон» двічі був пошкоджений османською артилерією. У жовтні 1915 року його перевели до Салонік, щоб підтримувати операції союзників проти Болгарії через нейтральну на той час Грецію, але корабель не брав там участі у бойових діях. У квітні 1916 року його перевели назад до Ірландії для служби як корабля охорони порту, і цю роль він виконував до жовтня 1918 року, коли його було перетворено на плавучу казарму. «Альбіон» був проданий на металобрухт у грудні 1919 року і розібраний наступного року.